# 8577 Choseikomori
8577 Choseikomori este un asteroid din centura principală de asteroizi.

## Descriere
8577 Choseikomori este un asteroid din centura principală de asteroizi. A fost descoperit pe 7 noiembrie 1996 la Kitami de Kin Endate și Kazuro Watanabe. Asteroidul prezintă o orbită caracterizată de o semiaxă mare de 2,33 ua, o excentricitate de 0,20 și o înclinație de 6,4° în raport cu ecliptica.